# Tina Lavender
Tina Lavender (c. 1965) es una matrona y profesora británica, especializada en Salud Materna y Neonatal en la Escuela de Medicina Tropical de Liverpool (LSTM). Fue incluida en la lista 100 Women de la BBC.

## Trayectoria
Tina Lavender asistió al Roby Comprehensive School y se graduó en enfermería en 1987 en el Broadgreen Hospital. Obtuvo una maestría en Salud Pública Internacionaly un doctorado. Su tesis se titulaba “Manejo del parto prolongado mediante diferentes líneas de acción del partograma: resultado obstétrico y satisfacción materna”. Hasta 2020, Lavender fue profesora de obstetricia y directora del Centro para la Salud Global de la Mujer en la Universidad de Mánchester.
Se convirtió en directora del Centro de Salud del Parto, de la Mujer y del Recién Nacido, fruto de la colaboración entre la OMS y LSTM. También se convirtió en investigadora principal de la Unidad de Salud Global del Instituto Nacional de Salud y Cuidados (NIHR) para la prevención y el tratamiento de mortinatos y muertes neonatales en el África subsahariana y el sur de Asia.

## Reconocimientos
En 2012 fue galardonada con la Orden del Imperio Británico (DBE) "por sus servicios a la obstetricia"y se convirtió en miembro honoraria del Real Colegio de Matronas. En 2015, fue incluida en la lista de las 100 mujeres más inspiradoras del año de la BBC.